# Dorfkirche Borne

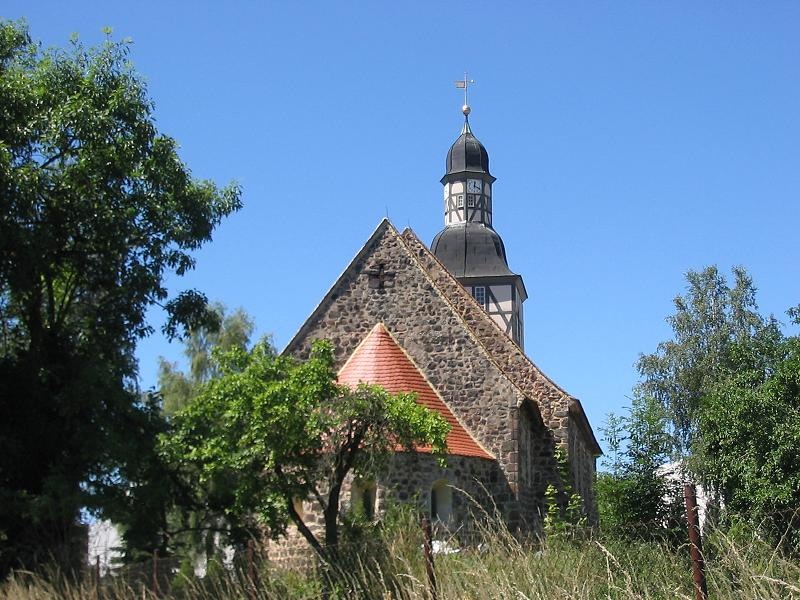
Dorfkirche Borne

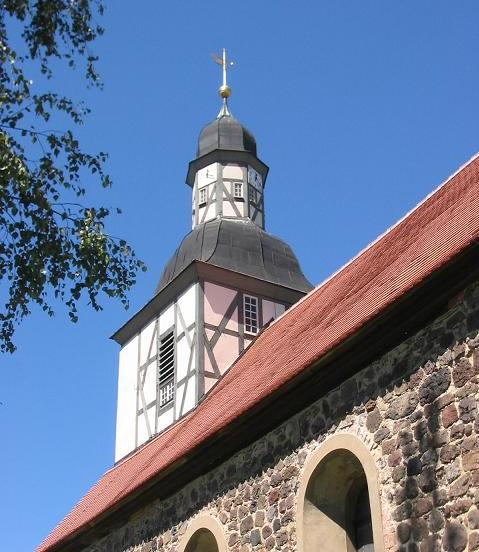
Dachturm

Die evangelische Dorfkirche Borne ist eine romanische Saalkirche im Ortsteil Borne von Bad Belzig im Landkreis Potsdam-Mittelmark in Brandenburg. Sie gehört zur Kirchengemeinde St. Marien/Hoher Fläming Bad Belzig im Kirchenkreis Mittelmark-Brandenburg der Evangelischen Kirche Berlin-Brandenburg-Schlesische Oberlausitz und kann nach Anmeldung besichtigt werden.

## Geschichte und Architektur
Im Jahr 1227 schenkte Graf Baderich II. von Belzig die Kirche oder die Kirchenpfründe dem Kloster Colebecke (Cölbigk) an der Wipper bei Bernburg (Anhalt). Es wird angenommen, dass sich dies bereits auf das erhaltene Bauwerk bezieht.
Die Kirche gehört vermutlich zu den ältesten Feldsteinkirchen im Fläming. Sie trug einst das Pankratius-Patrozinium.
Die Kirche ist eine spätromanische Saalkirche aus Feldstein mit eingezogenem, querrechteckigem Chor und Apsis aus dem ersten Viertel des 13. Jahrhunderts. Das Mauerwerk ist nur wenig gequadert. Über dem Westgiebel ist ein Fachwerkdachturm mit massiver Westwand, geschweifter Haube und achteckiger Laterne aufgebaut, der 1908 erneuert wurde.
In der ursprünglichen Form sind erhalten: das westliche Stufenportal, das vermauerte Rundbogenportal an der südlichen Chorwand sowie mehrere der hochsitzenden kleinen Fenster auf der Nordseite, die übrigen wurden 1908 rundbogig erweitert. Ein früheres Gemeindeportal in der Südwand des Schiffes ist nur noch in Spuren zu erkennen.
Das Innere ist flachgedeckt und zeigt je einen rundbogigen Triumph- und Apsisbogen, auf der Nordseite sind noch Ansätze der Chorschranken erkennbar. Die Herstellung der Polychromie und die Ergänzung der Ausstattung wurden bei einer Restaurierung im Jahr 1908 vorgenommen. Im Jahr 2003 wurde der Westteil der Kirche eingerüstet und der Turm saniert.

## Ausstattung
Der Altaraufsatz stammt von 1713 und wurde 1881 restauriert. Er zeigt in drei Gemälden übereinander Abendmahl, Kreuzabnahme und Grablegung, gerahmt von reliefierten Ranken. Die hölzerne Kanzel stammt vom Ende des 17. Jahrhunderts, der polygonale Korb ist mit Ecksäulchen und gedrehter Stütze versehen; der Aufgang und die Bemalung wurden 1908 erneuert. Die West- und Südempore sowie das Kastengestühl im Chor wurden um 1700 geschaffen. Vier Grabsteine des 18. und 19. Jahrhunderts sind weiter zu erwähnen, darunter ein Kindergrabstein von 1711 mit Akanthusrahmung und reliefiertem Putto.
Die Orgel ist ein Werk von Friedrich Wilhelm Lobbes aus dem Jahr 1881 mit neun Registern auf einem Manual und Pedal.